# Aiphanes eggersii
Aiphanes eggersii är en enhjärtbladig växtart som beskrevs av Karl Ewald Maximilian Burret. Aiphanes eggersii ingår i släktet Aiphanes och familjen Arecaceae. Inga underarter finns listade i Catalogue of Life.